# 국민통일방송
국민통일방송은 2014년 11월 민간대북방송인 자유조선방송과 열린북한방송, 북한전문인터넷 신문 데일리NK가 협력해 만든 통일미디어이다.
[국민통일방송 공식 홈페이지]
http://www.uni-media.net/